# Писецкий, Борис Леонидович
Борис Леонидович Писецкий (род. 24 сентября 1952 года, Новосибирск) — советский и российский тренер по фехтованию. Заслуженный тренер России.

## Биография
Борис Леонидович Писецкий родился 24 сентября 1952 года в Новосибирске. В 1974 году окончил Новосибирский институт инженеров железнодорожного транспорта.
С 1975 по 1984 год он работал тренером детско-юношеской спортивной школы № 10 г. Новосибирска. С 1984 по 1994 год был старшим тренером спортивной детско-юношеской школы олимпийского резерва по фехтованию ДСО «Спартак». С 1994 года работает старшим тренером-преподавателем Новосибирской специализированной детско-юношеской спортивной школы олимпийского резерва «Центр по фехтованию».
Был тренером сборной команды России по фехтованию на саблях на трёх Олимпийских играх (1996, 2000, 2004). С 2006 года — старший тренер мужской сборной России по фехтованию на саблях.
Наиболее высоких результатов среди воспитанников Писецкого добились:
- Станислав Поздняков — четырёхкратный олимпийский чемпион (1992, 1996, 2000), десятикратный чемпион мира (1994, 1997, 2001, 2002, 2003, 2005, 2006, 2007)[2][3][4],
- Вениамин Решетников — четырёхкратный чемпион мира (2010, 2011, 2013)[5].

## Награды и звания
- Почётное звание «Заслуженный тренер России».
- Орден Дружбы (1997)[6].
- Орден Почёта (2001)[7].
- Медаль ордена «За заслуги перед Отечеством» II степени (2006)[8].
- Орден «За заслуги перед Отечеством» IV степени (2013)[9].
- Почётная грамота Президента Российской Федерации (2014)[10]